# Ferreirim (Lamego)
Ferreirim is een plaats (freguesia) in de Portugese gemeente Lamego en telt 976 inwoners (2001).